# Masato Hirano
Pour les articles homonymes, voir Hirano.
Masato Hirano (平野 正人, Hirano Masato), né le 16 novembre 1955, est un seiyū. Il est marié à Fumi Hirano.

## Rôles

### Film d'animation
- Dragon Ball : Le Château du démon : Démon